# Florens Volley Castellana Grotte 2009-2010
Questa voce raccoglie le informazioni riguardanti la Florens Volley Castellana Grotte nelle competizioni ufficiali della stagione 2009-2010.

## Organigramma societario
Area direttiva
- Presidente: Giannantonio Netti

Area tecnica
- Allenatore: Donato Radogna
- Allenatore in seconda: Piero Acquaviva
- Assistente allenatore: Domenico Guglielmi
- Scout man: Nicola Moliterni

Area sanitaria
- Medico: Vincenzo Argese
- Preparatore atletico: Piero Zambetta
- Fisioterapista: Michele De Candia

## Rosa
| N° | Nome                | Ruolo | Data di nascita   | Nazionalità sportiva |
| -- | ------------------- | ----- | ----------------- | -------------------- |
| 1  | Alessandra Labate   | C     | 14 marzo 1981     | Italia               |
| 3  | Marta Agostinetto   | O     | 22 aprile 1987    | Italia               |
| 5  | Ludovica Dalia      | P     | 25 settembre 1984 | Italia               |
| 7  | Elisa Cardani       | L     | 5 maggio 1990     | Italia               |
| 8  | Tina Lipicer        | S     | 9 ottobre 1979    | Slovenia             |
| 9  | Francesca Moretti   | S     | 5 febbraio 1985   | Italia               |
| 10 | Valeria Caracuta    | P     | 14 dicembre 1987  | Italia               |
| 11 | Stefania Sansonna   | L     | 1º novembre 1982  | Italia               |
| 12 | Mariann Nagy        | S     | 2 luglio 1976     | Ungheria             |
| 13 | Sônia Benedito      | S     | 10 gennaio 1978   | Brasile              |
| 15 | Katja Jontes        | C     | 11 marzo 1986     | Slovenia             |
| 17 | Marcela Ritschelová | C     | 9 ottobre 1972    | Rep. Ceca            |
| -  | Daniela Biamonte    | O     | 3 dicembre 1973   | Italia               |